# Jutta Ploch
Jutta Ploch, nach Heirat Jutta Schenk, (* 13. Januar 1960 in Weißenfels) ist eine ehemalige Ruderin aus der Deutschen Demokratischen Republik, die Olympiasiegerin im Doppelvierer und Weltmeisterin im Doppelzweier war.
Ploch begann bei Empor Weißenfels mit dem Rudersport und wechselte dann zum SC Berlin-Grünau. 1977 siegte sie bei der Spartakiade im Einer, 1978 gewann sie bei den Junioren-Weltmeisterschaften im Doppelvierer. 1979 war sie Vizemeisterin der DDR sowohl im Einer hinter Martina Schröter und als auch zusammen mit Petra Boesler im Doppelzweier hinter Cornelia Linse und Heidi Westphal. Im Jahr darauf belegte sie im Einer den dritten Platz und zusammen mit Anke Rehfeld erneut den zweiten Platz im Doppelzweier. Bei den Olympischen Spielen 1980 in Moskau war Jutta Ploch eigentlich als Ersatzruderin vorgesehen. Im Vorlauf des Doppelvierers startete sie zusammen mit Gisela Medefindt, Sybille Reinhardt, Roswietha Zobelt und Steuerfrau Liane Buhr, während Jutta Lau nicht eingesetzt wurde. Da insgesamt nur sieben Boote am Start waren, genügte es für die Finalqualifikation, unter die besten sechs Boote zu gelangen: Der Doppelvierer der DDR fuhr die drittbeste Zeit. Eigentlich war vorgesehen, dass Jutta Ploch für das Finale ihren Platz an Jutta Lau abtreten sollte, stattdessen musste Gisela Medefindt weichen. Im Finale siegte das Boot aus der DDR knapp vor dem Boot aus der UdSSR.
Von 1981 bis 1983 siegte Jutta Ploch jeweils bei der DDR-Meisterschaft im Doppelzweier und im Doppelvierer. Bei der Weltmeisterschaft 1981 in München belegte Ploch zusammen mit Heidi Westphal, Cornelia Linse, Birka Brandt und Steuerfrau Jenny Gerber den zweiten Platz hinter dem sowjetischen Boot. Ein Jahr später bei der Weltmeisterschaft in Luzern gewann erneut das Boot aus der UdSSR vor dem Boot aus der DDR, das in der Besetzung Jutta Hampe, Jutta Ploch, Heidi Westphal, Cornelia Linse und Steuerfrau Andrea Rost angetreten war. 1983 in Duisburg trat die mittlerweile verheiratete Jutta Schenk zusammen mit Martina Schröter im Doppelzweier an und gewann drei Jahre nach ihrem Olympiasieg auch einen Weltmeistertitel. 1980 wurde sie mit dem Vaterländischen Verdienstorden in Silber und 1984 in Gold ausgezeichnet.
Jutta Schenk ist Diplom-Sportlehrerin und arbeitete nach ihrer Karriere als Trainerin in Berlin.